# باتريك ميندي
باتريك ميندي (بالإنجليزية: Patrick Mendy)‏ مواليد 26 سبتمبر 1990 في غامبيا، هو ملاكم محترف غامبي يصنف ضمن فئة وزن فوق المتوسط.

## المسيرة الاحترافية
من نزالاته:
- خسر أمام حسن إندام إنجيكام (2016).
- خسر أمام برادلي برايس (2012).

## إحصائيات
خاض خلال مسيرته 39 نزالا، فاز في 19 وتعادل في 3 وخسر في 17.

## روابط خارجية
- باتريك ميندي على موقع بوكس ريك (الإنجليزية) (registration required)